# ماريو دي أندرادي
ماريو دي أندرادي (بالبرتغالية: Mário de Andrade‏) (مواليد 9 أكتوبر 1893 في ساو باولو - 25 فبراير 1945 في ساو باولو)، كان شاعرًا برازيليًا، وروائيًا، ومؤرخًا موسيقيًا، ومؤرخًا فنيًا، وناقدًا، ومصورًا.  يُعتبر أحد مؤسسي الحركة الحداثية في البرازيل، ومُنشئ الشعر البرازيلي الحديث بإنشاء أول مجموعة شعرية له سنة 1922 بعنوان باوليسيّا ديسفايراده (مدينة الهلوسة). كان لأندرادي تأثير كبير في الأدب البرازيلي الحديث، بصفته باحثًا وكاتب مقالات، وكان رائدًا في مجال علم موسيقى الشعوب، ووصل تأثيره إلى ما هو أبعد من البرازيل.
كان أندرادي الشخصية الرئيسية في الحركة الطليعية في ساو باولو لمدة عشرين عامًا. تدرب أندرادي كموسيقي، لكنه معروف أكثر بكونه شاعر وروائي. شارك شخصيًا في كل تخصص ارتبط بحداثة ساو باولو، وأصبح الموسوعي البرازيلي الوطني. نُشرت صوره ومقالاته حول مجموعة واسعة من الموضوعات، من التاريخ إلى الأدب والموسيقى، على نطاق واسع. كان القوة الدافعة وراء أسبوع الفن الحديث، وهو حدث عام 1922 الذي أعاد تشكيل كل من الأدب والفنون البصرية في البرازيل كان عضوًا في المجموعة الطليعية «مجموعة الخمسة». استُكشفت الأفكار الكامنة وراء الأسبوع في مقدمة مجموعته الشعرية باوليسيا ديسفايراده، وفي القصائد نفسها.
بعد أن عمل كبروفيسور للموسيقى وكاتب عمود في الصحيفة، نشر روايته العظيمة، ماكونايما، في عام 1928. عمل على الموسيقى الشعبية البرازيلية، والشعر، وغيرها من الاهتمامات بشكل متفاوت، التي توقفت غالبًا بسبب علاقة أندرادي المتغيرة مع الحكومة البرازيلية. في نهاية حياته، أصبح المدير المؤسس لوزارة الثقافة في ساو باولو، وأضفى صبغة رسمية على الدور الذي كان يلعبه منذ فترة طويلة كمحفز للمدينة -والدولة- للدخول إلى الحداثة الفنية.

## نشأته
وُلد أندرادي في ساو باولو، وعاش هناك تقريبًا طوال حياته. عندما كان طفلًا، كان عبقريًا بالعزف على البيانو، ودرس لاحقًا في معهد الموسيقى والدراما في ساو باولو. كان تعليمه الرسمي محصورًا في الموسيقى فقط، لكن في نفس الوقت، كما قال ألبرت ت. لوبير، تابع دراسته المستمرة والانفرادية في التاريخ والفن، ولا سيما الشعر. كان أندرادي يتقن الفرنسية، وقرأ لآرثر رامبو وللرمزيين الكبار. على الرغم من أنه كتب الشعر طوال تعليمه الموسيقي، فلم يفكر بالقيام بذلك بشكل احترافي إلى أن أصبحت مهنته كعازف بيانو محترف، التي كان يطمح إليها، خيارًا غير متاح.
في عام 1913، توفي شقيقه ريناتو البالغ من العمر 14 عامًا بشكل مفاجئ خلال إحدى مباريات كرة القدم. ترك أندرادي المعهد الموسيقي ليبقى في أراراكوارا، حيث كانت عائلته تمتلك مزرعة. عندما عاد، تضرر عزفه على البيانو بين الحين والآخر وأصبح متقطعًا بسبب ارتعاش يديه. على الرغم من أنه في نهاية المطاف لم يحصل على شهادة في العزف على البيانو، لم يُقِم أي حفلات موسيقية وبدأ بدراسة الغناء ونظرية الموسيقى مع طموحه في أن يصبح بروفيسورًا في الموسيقى. في الوقت نفسه، بدأ الكتابة بجدية أكبر. في عام 1917، في عام تخرجه، نشر كتاب القصائد الأول له، هناك قطرة دم في كل قصيدة، تحت الاسم المستعار ماريو سوبرال. يحتوي الكتاب على تلميحات متنامية لأندرادي حول هوية برازيلية مميزة، لكنه فعل ذلك في سياق شعري (مثل معظم الشعر البرازيلي في تلك الفترة) الذي كان مدينًا بشدة للأدب الأوروبي السابق، وخاصة الأدب الفرنسي.
لا يبدو أن كتابه الأول حظي بتأثير هائل، ووسّع أندرادي نطاق كتاباته. انتقل من ساو باولو إلى الريف، بدأ نشاطًا من شأنه أن يستمر لبقية حياته: التوثيق الدقيق للتاريخ، والناس، والثقافة، وخاصة الموسيقى الداخلية البرازيلية، في ولاية ساو باولو وفي المناطق البرية إلى الشمال الشرقي. نشر مقالات في مجلات ساو باولو، وأرفق بها أحيانًا صورًا فوتوغرافية خاصة به، لكنه جمع في المقام الأول كميات هائلة من المعلومات حول الحياة والفلكلور البرازيلي. بين هذه الرحلات، درّس أندرادي البيانو في المعهد الموسيقي، وأصبح أحد أساتذته في عام 1921.

## «السائح المتدرب»
واصل أندرادي السفر في البرازيل خلال العشرينيات، ودرس ثقافة وفلكلور المناطق الداخلية. بدأ بصياغة نظرية متطورة للأبعاد الاجتماعية للموسيقى الشعبية، والتي كانت قومية وعميقة الشخصية في آن واحد. كان موضوع أندرادي الصريح هو العلاقة بين الموسيقي «الفنية» وموسيقي الشارع والريف، بما في ذلك الأنماط الأفريقية-البرازيلية والسكان الأصليين. كان العمل مثيرًا للجدل بسبب مناقشاته الرسمية حول موسيقى الرقص والموسيقى الشعبية. تضاعفت هذه الخلافات بأسلوب أندرادي، الذي كان شعريًا (يطلق على لوبير اسم «جويسياني») وجدليًا في آن واحد.
أصبحت رحلاته عبر البرازيل أكثر من مجرد رحلات بحثية. في عام 1927، بدأ كتابة قصة الرحلة التي تسمى «السائح المتدرب» لصحيفة أو دياريو ناسيونال. كان العمل بمثابة مقدمة عالمية عن السكان الأصليين في البرازيل. في الوقت نفسه، كان بمثابة إعلان عن أعمال أندرادي الخاصة. نُشر عدد من صور أندرادي بجانب العمود تُظهر المشاهد والأشخاص. من حين لآخر، أظهر أندرادي نفسه فيها. وهكذا عملت صوره على تعزيز مشروعه الحداثي وعمله الخاص في نفس الوقت الذي عملوا فيه على تسجيل الفلكلور.

على الرغم من أن أندرادي استمر في التقاط الصور طوال حياته المهنية، كانت هذه الصور من العشرينيات تشكل الجزء الأكبر من عمله البارز، وسلسلة 1927 على وجه الخصوص. كان مهتمًا بشكل خاص بقدرة الصور على التقاط الماضي أو إعادة صياغته، وهي قوة رأى أنها شخصية للغاية. كتب في أواخر الثلاثينيات:
«الأشياء، والتصميمات، والصور الفوتوغرافية التي تنتمي إلى وجودي منذ يوم ما في الماضي، تحتفظ دائمًا بالنسبة لي بقوة هائلة لتكرار الحياة. بالنسبة لرؤيتهم، أنا لا أتذكر ذلك ببساطة، لكنني أعيش من جديد بنفس الإحساس ونفس الحالة القديمة، وهو اليوم الذي عشت فيه بالفعل.»
في العديد من الصور، تكون الأشكال مظللة أو غير واضحة أو غير مرئية تقريبًا، وهو شكل من أشكال البورتريه التي أصبحت بالنسبة لأندرادي نوعًا من الحداثة السامية. 

## رواية ماكونايما
في الوقت نفسه، كان أندرادي يطور معرفة واسعة باللغات والثقافات في أجزاء كبيرة من البرازيل. بدأ بتطبيق تقنيات أسلوب النثر الخيالي في النمط الحديث التي طورها في كتابة قصائد مدينة الهلوسة. كتب روايتين خلال هذه الفترة باستخدام هذه التقنيات: كانت الأولى، الحب، الفعل اللازم، إلى حد كبير تجربة رسمية؛ والثانية، التي كُتبت بعد فترة وجيزة ونُشرت في عام 1928، كانت ماكونايما، وهي رواية عن رجل («البطل بدون شخصية» هو العنوان الفرعي للرواية) من قبائل الشعوب الأصلية أتت إلى ساو باولو، وتعلمت لغتَيها –كليهما، تقول الرواية: البرتغالية والبرازيلية- وعادت. أسلوب الرواية مركب، يخلط بين الأوصاف الحية لكل من الأدغال والمدينة مع انعكاسات مفاجئة نحو الخيال، وهو النمط الذي أُطلق عليه في ما بعد الواقعية السحرية. من الناحية اللغوية، الرواية مركبة، عندما يتصل البطل الريفي ببيئته الحضرية تعكس الرواية التقاء اللغات. بالاعتماد بشكل كبير على البدائية التي تعلمها أندرادي من الحداثيين الأوروبيين، تخيم الرواية حول السكان الأصليين لأكلي لحوم البشر حتى عند استكشاف انغماس ماكونايما في الحياة الحضرية. جادل الناقد كيمبر لوبيز بأن أكل لحوم البشر هو القوة الدافعة الموضوعية للرواية: أكل الثقافات من قبل الثقافات الأخرى.

## روابط خارجية
- ماريو دي أندرادي على موقع IMDb (الإنجليزية)
- ماريو دي أندرادي على موقع الموسوعة البريطانية (الإنجليزية)
- ماريو دي أندرادي على موقع ميوزك برينز (الإنجليزية)
- ماريو دي أندرادي على موقع قاعدة بيانات الفيلم (الإنجليزية)